# 摩揭陀
摩揭陀（梵语巴利語：मगध，Magādha，或译为摩揭、摩竭陀、摩羯陀）古代中印度十六強國之一，後成四大強國之一，最後更統一全印度。擴張前，其位置在恒河平原東部今比哈爾邦南部。摩揭陀國由比哈堆王朝，柏拉沃達王朝（公元前682-544）、漢仁迦王朝（公元前544-413年）及幼龙王朝（公元前413-345年）統治。印度北部的最重要三個王朝繼承了摩揭陀：難陀王朝（公元前345-322年）、孔雀王朝（公元前322-185年）及笈多王朝（公元前319-公元後550年）。佛陀一生多半在摩揭陀：佛教史上的王舍城结集、华氏城结集都在摩揭陀，因此摩揭陀是印度重要佛教圣地之一。唐朝貞觀年间，高僧玄奘往印度取经曾路经此地，在《大唐西域记》一书中专辟二卷详述。而菩提迦耶的比迪帕提稱他們自己為摩揭陀國主，統治部份摩揭陀地區直至十三世紀。

## 简介

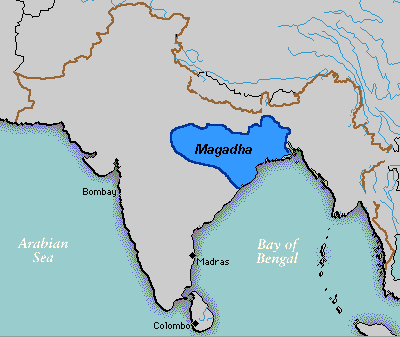
公元前六至四世紀時摩揭陀王國的疆域

摩揭陀位于恒河中下游地区，大体相当于今印度東部的大部分地區。在不同王朝统治下，摩揭陀王国的疆域有很大变化，有时以摩揭陀为核心区域的政权会扩张为囊括整个北印乃至南印部分地区的大帝国。在早期吠陀文化时代，摩揭陀尚被视为落后地区。摩揭陀的早期王朝世系均不可考，虽然往世书中保留一份极不可信的王表；史诗摩诃婆罗多中，摩揭陀国王妖连也曾作为一个强大的反面人物出现。摩揭陀真正清晰的历史开始于频毗娑罗（瓶沙王）统治时期，这主要是由于佛教和耆那教文献保留了许多关于他的资料。频毗娑罗统治下的摩揭陀是北印的一大强国，也是所谓“印度十六雄国”之一。
频毗娑罗时代的摩揭陀都于王舍城（今拉杰吉尔）。由于摩揭陀具备易守难攻的地理条件，它逐渐在十六雄国中取得优势地位。频毗娑罗在位时已经开始向外扩张，向东吞并同为十六雄国之一的鸯伽，并与西北方的憍薩羅和东北的弗栗恃建立联姻关系。在频毗娑罗之子阿阇世（未生怨王）统治时代，摩揭陀进一步扩张，利用阴谋夺取弗栗恃，并迫使憍薩羅臣服。频毗娑罗和阿阇世广泛关注当时印度活跃的思想界，佛教和耆那教文献都声称他们是本教的支持者。佛教历史上的第一次结集据说就是在阿阇世赞助下举办的。阿阇世之子优陀夷将都城迁至华氏城。优陀夷之后的国王据说都是些杀父篡位者，统治昏庸残暴，终于被贵族和市民推翻。一个大臣悉输那伽被选举为新国王，开始幼龙王朝的统治。悉输那伽之子黑阿育王扶持佛教（注意--勿將他和孔雀王朝的阿育王弄混），并赞助举行佛教的第二次结集。在黑阿育王死后，他的年幼的儿子们被大将摩訶帕德摩·難陀推翻，后者建立难陀王朝。
难陀王朝是摩揭陀又一次大扩张时代，其扩张所及远远超出了摩揭陀的核心范围。尽管关于这个王朝的一切都晦暗不明，历史学家仍然确信，至少在大红莲难陀统治时期摩揭陀进行大规模的武力开拓边土。这包括彻底征服憍薩羅，向东南扩张至今奥里萨邦；根据铭文显示，大红莲难陀的权威甚至及于德干。根据传统说法，在大红莲难陀死后，王位由他的8个儿子先后继承；在他们的统治下，政权的能力逐渐衰弱。难陀王朝的最后一个统治者是达那·难陀，一般认为他就是亚历山大大帝入侵时的摩揭陀国王；根据希腊人的说法，这个国王拥有相当可观的军事实力。但由于他的统治非常残暴，终于导致民众暴乱，一个叫旃陀羅笈多的冒险家乘机推翻难陀王朝。
旃陀罗笈多建立的王朝叫孔雀王朝。孔雀王朝是印度第一个可以明确确定年代的王朝，这是由于该王朝与希腊化世界保持着密切联系，使现代研究者可以通过能够明确确定年限的各希腊化国家留下的资料来推断孔雀王朝的情况。孔雀王朝以前的印度各王朝的具体存在时间只能靠估计，而不同学者的估计结果可能相差数百年之多。旃陀罗笈多在获得政权后立刻派兵攻打亚历山大在印度河流域留下的一些军队，夺取旁遮普，迅速统一整个北印度。之后，他阻止企图恢复希腊人在西北印度的统治的亚历山大诸继业者之一塞琉古；旃陀罗笈多与塞琉古签订和约，使孔雀王朝获得了部分中亚，实际上形成孔雀王朝对亚洲希腊化国家的优势地位。
- 前273年阿育王继位，成为佛教的大保护者。
- 前185年至前73年巽伽王朝
- 320年至550年笈多王朝
- 627年高僧玄奘往印度取经，曾路经此地。“摩揭陀国，周千余里……崇重志学，尊敬佛法。伽蓝五十余所，僧徒万有余，并多宗习大乘法教。[3]”
- 641年摩揭陀戒日王派使者到唐朝。唐太宗派云骑尉粱怀璥出使摩揭陀。
- 648年唐太宗派正使王玄策、副使蒋师仁出使摩揭陀。

## 地理位置
摩揭陀國在擴張前的首都設在王舍城，為世界上最古老的巨石堆積圍牆之城。摩揭陀國對應現代地區為比哈爾邦南部的巴特那、傑哈納巴德、那爛陀、奧蘭加巴德、阿瓦爾、納瓦達和伽耶等地區。 它的北界是恒河，東界是佔巴河，南界是喬塔那格浦爾高原，西界是松河

## 佛教
在公元前六世紀，摩揭陀國是沙門運動推動與發展的主要區域。沙門運動的産生主要是針對婆羅門信仰的反思，發展出各種理論與修行方式，理論包括否認靈魂觀、反婆羅門律法觀、原子論、無神論、唯物主義、不可知論、宿命論、自由主義、極端禁欲主義、素食主義、非暴力主義等等。
佛教學者亞歷山大·韋恩（Alexander Wynne）認為摩揭陀地區的文化與語言都與吠陀婆羅門梵語地區文化不同，因在吠陀文本《百道梵書》(Satapatha Brahmana)中貶抑、妖魔化摩揭陀地區的居民，說著像是野蠻人的話。
摩揭陀國的宗教被稱為沙門傳統，包括耆那教、佛教、正命論等。他們的共同特點是不崇拜婆羅門教的帝釋天，不認同婆羅門教的種性制度及通過各自提倡的襌修方式，解釋現世苦難與脫離終極輪迴的方法。
佛教聖典的巴利語三藏的語言，現代研究者稱為巴利語，傳說是佛陀所用的摩揭陀語，實際上是與摩揭陀俗語相關的一種近似語言或交際語。這從巴利三藏中殘留著非巴利語形式的語言，如bhikkhave 比丘們（此詞的出現率是最高的，共出現26425次）而得知，比丘的複數呼格若按巴利語的文法應拼作 bhikkhavo。

## 語言
巴利三藏的注釋書，將巴利語等同於是摩揭陀國的語言。19世紀的英國東方學家羅伯特凱撒柴爾德斯主張巴利語的真正名稱是摩揭陀俗語(Magadhi Prakrit)，由於Pāḷi 有“行、線、系列、經典、聖典”之意，因此巴利語（pāḷibhāsā）這詞是指聖典的語言的意思，其原意不是用來指該語言的名稱。不過，現代研究者指出，巴利語其實並不包含摩揭陀俗語所具有的東部語言特徵。因此巴利語這詞確實本來不是指該語言的名稱，但巴利語也不是摩揭陀俗語，而是與其相近的另一種語言。

## 历代君主

### 传说中的诸国王
巨车，妖连，偕天

### 诃黎王朝
第一个完全可信的国王是频毗娑罗；频毗娑罗以后诸王的世系，来自斯里兰卡《大史》 
1. 频毗娑罗（在位52年）
2. 阿阇世（在位32年）
3. 优陀夷（在位16年）
4. 阿兔楼陀
5. 文荼（阿兔楼陀与文荼合在一起在位8年）
6. 那伽都沙迦（都沙迦，在位24年）

### 幼龙王朝
1. 悉输那伽（龙种，在位18年）
2. 迦罗输伽（黑阿育王，在位28年）
3. 黑阿育王的十个儿子（在位22年）

- 非常混乱的历史；大红莲难陀也许没有立刻篡位，而是继续以黑阿育王的某个儿子为傀儡

### 难陀王朝
据《大史》，难陀王朝总共只统治了22年；大红莲难陀的儿子的数量，是通过《大史》将整个王朝称为“九难陀”推出来的
- 摩訶帕德摩·難陀（大红莲难陀）
- 大红莲难陀的8个儿子：
  - 达那·难陀

### 孔雀王朝
在孔雀王朝时代，摩揭陀实际上变成了统治南亚大部和部分中亚的帝国。
- 旃陀罗笈多（月护王）
- 宾头娑罗
- 阿育王（无忧王）

在阿育王去世后，孔雀帝国可能马上就分裂了；佛教、婆罗门教及其他来源的文献关于他的继承者的说法互相矛盾。实际可能是同时有多个国王在位，瓜分了帝国。
- 佛教的说法：
  - 鸠那罗（拘那罗）
  - 三波地（有可能与拘那罗同时在位）
- 婆罗门教的说法：
  - 十车王（十乘王）
  - 三波地
- 克什米尔《王河》的说法：
  - 迦鲁伽
- 舍利输迦 Salisuka
- 提婆跋摩
- Satadhanvan
- 坚车王（波罗诃德罗陀）

### 巽伽王朝
- 华友王
- 阿耆尼密多罗
- 婆苏逝瑟吒
- 婆苏密多罗（世友）
- 案达罗迦
- Pulindaka
- 瞿沙（妙音王）
- 伐折罗密多罗（金刚友）
- 婆伽跋陀罗
- 提婆菩提

### 甘婆王朝
- 婆薮提婆
- 菩弥密多罗
- 那罗衍那
- Susarman

约在一世纪，案达罗的百乘王朝征服了摩揭陀。

### 笈多王朝
- 旃陀罗笈多一世（月护王）
- 三谟陀罗笈多（海护王）
- 旃陀罗笈多二世（超日王）
- 鸠摩罗笈多
- 塞建陀笈多
- 那罗僧诃笈多（幼日王）

## 物產
特產是胡椒

## 延伸阅读
[在维基数据编辑]
 《新唐書·卷221上》，出自《新唐書》